# آنتوان ولوا-فورتیه
آنتوان ولوا-فورتیه (فرانسوی: Antoine Valois-Fortier‎؛ زادهٔ ۱۳ مارس ۱۹۹۰) جودوکار اهل کانادا است.
وی در مسابقات کشوری و بین‌المللی در مجموع برندهٔ ۳ مدال طلا، ۴ مدال نقره، ۶ مدال برنز شده‌است.